# Антоново (Артемовський міський округ)
Анто́ново (рос. Антоново) — село у складі Артемовського міського округу Свердловської області.
Населення — 119 осіб (2010, 134 у 2002).
Національний склад населення станом на 2002 рік: росіяни — 97 %.